# Beckeriella pendicornis
Beckeriella pendicornis är en tvåvingeart som beskrevs av Cresson 1934. Beckeriella pendicornis ingår i släktet Beckeriella och familjen vattenflugor. Inga underarter finns listade i Catalogue of Life.